# 阿拉伯聯合酋長國大學
阿拉伯聯合酋長國大學（阿拉伯語：جامعة الإمارات العربية المتحدة）是一座位於阿拉伯聯合酋長國艾因的公立大學，是阿聯酋最早成立的大學之一。在艾因內有六個校區。
根據2012/2013QS世界大學排名，該大學位於全球370位。2010年，根據QS全球200個商學院報告，該大學的商學院名列非洲及中東前三甲。根據2012/2013年泰晤士高等教育排名，該大學位於全亞洲第86位。

## 院系
- 商學和經濟學院
- 教育學院
- 工程學院
- 食物和農業學院
- 人文和社會科學學院
- 信息技術學院
- 法學院
- 醫學和健康科學學院
- 科學學院